# NGC 3126
NGC 3126 ist eine Spiralgalaxie vom Hubble-Typ Sb im Sternbild Kleiner Löwe am Nordsternhimmel. Sie ist rund 228 Millionen Lichtjahre von der Milchstraße entfernt.
Das Objekt wurde am 30. April 1864 von Heinrich d’Arrest entdeckt.